# Mariusz Kostrzak
Mariusz Kostrzak (ur. 24 sierpnia 1955) – polski kierowca rajdowy, rajdowy mistrz Polski.

## Kariera sportowa
Karierę rajdową rozpoczynał w latach siedemdziesiątych jako pilot rajdowy. Następnie sam zaczął prowadzić samochód rajdowy. W mistrzostwach Polski występował pod koniec lat siedemdziesiątych i całe lata osiemdziesiąte. Zaowocowało to tytułem mistrza Polski w roku 1986, w sezonie tym wygrał jeden rajd i raz był trzeci w klasyfikacji generalnej. Po wielu latach przerwy wrócił do ścigania jako kierowca wyścigowy. W roku 1997 samochodem BMW M3 zajął trzecie miejsce w klasie H+1600. A w roku 2000 został drugim wicemistrzem w klasyfikacji generalnej mistrzostw Polski samochodem turystycznym, startował wtedy autem Porsche Turbo.